# Radeon RX Vega
A série Radeon RX Vega é uma série de processadores gráficos desenvolvidos pela AMD. Essas GPUs usam a arquitetura de 5ª geração do Graphics Core Next (GCN), codinome Vega, e são fabricadas com a tecnologia FinFET de 14 nm, desenvolvida pela Samsung Electronics e licenciada para a GlobalFoundries. A série consiste em placas gráficas de desktop e APUs destinadas a desktops, dispositivos móveis e aplicativos embarcados.
A escalação foi lançada em 14 de agosto de 2017. Incluía o RX Vega 56 e o RX Vega 64, com preços de $ 399 e $ 499, respectivamente. Seguiram-se duas APUs móveis, o Ryzen 2500U e o Ryzen 2700U, em outubro de 2017. Em fevereiro de 2018, foram lançados dois APUs de desktop, o Ryzen 3 2200G e o Ryzen 5 2400G, e o Ryzen Embedded V1000 linha de APUs. Em setembro de 2018, a AMD anunciou várias APUs Vega em sua linha de produtos Athlon. Mais tarde, em janeiro de 2019, o Radeon VII foi anunciado com base no nó FinFET de 7 nm fabricado pela TSMC.

## História
A microarquitetura Vega era a linha de placas gráficas de ponta da AMD, e é a sucessora dos produtos Fury entusiastas da série R9 300. Especificações parciais da arquitetura e da GPU Vega 10 foram anunciadas com o Radeon Instinct MI25 em dezembro de 2016. A AMD divulgou posteriormente os detalhes da arquitetura Vega.

## Anúncio
A Vega foi originalmente anunciado na apresentação da AMD na CES 2017 em 5 de janeiro de 2017, juntamente com a linha Zen de CPUs.

## Novos recursos
O Vega visa aumentar as instruções por clock, velocidades de clock mais altas e suporte para HBM2.
Vega da AMD tem nova hierarquia de memória com cache de alta largura de banda e seu controlador.[carece de fontes?]
Suporte para HBM2 com o dobro da largura de banda por pino em relação à geração anterior HBM. O HBM2 permite capacidades mais altas com menos da metade do espaço ocupado pela memória GDDR5. A arquitetura Vega é otimizada para streaming de conjuntos de dados muito grandes e pode funcionar com uma variedade de tipos de memória com até 512 TB de espaço de endereço virtual.[carece de fontes?]
Shader primitivo para processamento de geometria aprimorado. Substitui sombreadores de vértice e geometria em pipelines de processamento de geometria por um único estágio mais programável. O estágio de sombreamento primitivo é mais eficiente, apresenta tecnologias inteligentes de balanceamento de carga e maior rendimento.
NCU: Next Compute Unit, um mecanismo de computação de última geração. A GPU Vega apresenta a Unidade de Computação de Próxima Geração. Arquitetura versátil com unidades de computação flexíveis que podem processar nativamente operações de 8 bits, 16 bits, 32 bits ou 64 bits em cada ciclo de clock. E rodar em frequências mais altas. A Vega oferece suporte para Rapid Packed Math, processando duas operações de meia precisão (16 bits) ao mesmo tempo que uma única operação de ponto flutuante de 32 bits. Até 128 operações de 32 bits, 256 operações de 16 bits ou 512 operações de 8 bits por relógio são possíveis com a arquitetura Vega.
Draw Stream Binning Rasterizer projetado para maior desempenho e eficiência de energia. Ele permite "obter uma vez, sombrear uma vez" de pixels por meio do uso de um cache inteligente no chip e seleção antecipada de pixels invisíveis em uma cena final.[carece de fontes?]
As placas Vega podem consumir comparativamente menos energia com o mesmo desempenho ou até melhor quando o cartão é subvolvido. Um deslocamento de 0,25 V está se mostrando muito legal e eficiente.[carece de fontes?]
Vega aumenta o suporte de nível de recurso Direct3D de 12_0 para 12_1.[carece de fontes?]
O rasterizador Vega traz suporte de aceleração de hardware para Rasterizer Ordered Views e Conservative Rasterisation Tier 3.

## Produtos

### Gráficos discretos da marca RX Vega
| Modelo (Codinome)                  | Data de lançamento e preço    | Arquitetura Fab   | Transistores e Tamanho da matriz | Core              | Core        | Taxa de preenchimento | Taxa de preenchimento | Poder de processamento (GFLOPS) | Poder de processamento (GFLOPS) | Poder de processamento (GFLOPS) | Memória      | Memória                 | Memória                      | Memória      | TBP   | Interface de barramento |
| Modelo (Codinome)                  | Data de lançamento e preço    | Arquitetura Fab   | Transistores e Tamanho da matriz | Config            | Clock (MHz) | Textura (GT/s)        | Pixel (GP/s)          | Half                            | Single                          | Double                          | Tamanho (GB) | Largura de banda (GB/s) | Tipo e largura do barramento | Clock (MT/s) | TBP   | Interface de barramento |
| ---------------------------------- | ----------------------------- | ----------------- | -------------------------------- | ----------------- | ----------- | --------------------- | --------------------- | ------------------------------- | ------------------------------- | ------------------------------- | ------------ | ----------------------- | ---------------------------- | ------------ | ----- | ----------------------- |
| Radeon RX Vega 56 (Vega 10)        | 28 de agosto de 2017 $399 USD | GCN 5 GloFo 14LPP | 12.5×109 486 mm2                 | 3584:224:64 56 CU | 1156 1471   | 258.9 329.5           | 73.98 94.14           | 16,572 21,088                   | 8,286 10,544                    | 517.9 659.0                     | 8            | 409.6                   | HBM2 2048-bit                | 1600         | 210 W | PCIe 3.0 ×16            |
| Radeon RX Vega 64 (Vega 10)        | 14 de agosto de 2017 $499 USD | GCN 5 GloFo 14LPP | 12.5×109 486 mm2                 | 4096:256:64 64 CU | 1247 1546   | 319.2 395.8           | 79.81 98.94           | 20,431 25,330                   | 10,215 12,665                   | 638.5 791.6                     | 8            | 483.8                   | HBM2 2048-bit                | 1890         | 295 W | PCIe 3.0 ×16            |
| Radeon RX Vega 64 Liquid (Vega 10) | 14 de agosto de 2017 $699 USD | GCN 5 GloFo 14LPP | 12.5×109 486 mm2                 | 4096:256:64 64 CU | 1406 1677   | 359.9 429.3           | 89.98 107.3           | 23,036 27,476                   | 11,518 13,738                   | 719.9 858.6                     | 8            | 483.8                   | HBM2 2048-bit                | 1890         | 345 W | PCIe 3.0 ×16            |

1. 1 2 3  Valores de boost (se disponíveis) são indicados abaixo do valor base em itálico.
2. ↑  A taxa de preenchimento da textura é calculada como o número de Unidades de mapeamento de textura multiplicado pela velocidade básica (ou boost) do clock do núcleo.
3. ↑  A taxa de preenchimento de pixel é calculada como o número de Unidades de saída de renderização multiplicado pela velocidade de clock base (ou boost) do núcleo.
4. ↑  O desempenho de precisão é calculado a partir da velocidade básica (ou boost) do clock do núcleo com base em uma operação FMA.
5. ↑  Shaders Unificados: Unidades de Mapeamento de Textura: Unidades de Saída de Renderização e unidade de computação (CU)
6. ↑  O processo 14LPP FinFET de 14 nm da GlobalFoundries é de segunda origem da Samsung Electronics.

### Gráficos discretos da marca Radeon VII
| Modelo (Codinome)    | Data de lançamento e preço      | Arquitetura Fab   | Transistores e Tamanho da matriz | Core              | Core           | Taxa de preenchimento | Taxa de preenchimento | Poder de processamento (GFLOPS) | Poder de processamento (GFLOPS) | Poder de processamento (GFLOPS) | Memória      | Memória                 | Memória                      | Memória      | TBP   | Interface de barramento |
| Modelo (Codinome)    | Data de lançamento e preço      | Arquitetura Fab   | Transistores e Tamanho da matriz | Config            | Clock (MHz)    | Textura (GT/s)        | Pixel (GP/s)          | Half                            | Single                          | Double                          | Tamanho (GB) | Largura de banda (GB/s) | Tipo e largura do barramento | Clock (MT/s) | TBP   | Interface de barramento |
| -------------------- | ------------------------------- | ----------------- | -------------------------------- | ----------------- | -------------- | --------------------- | --------------------- | ------------------------------- | ------------------------------- | ------------------------------- | ------------ | ----------------------- | ---------------------------- | ------------ | ----- | ----------------------- |
| Radeon VII (Vega 20) | 7 de fevereiro de 2019 $699 USD | GCN 5 TSMC CLN7FF | 13.23×109 331 mm2                | 3840:240:64 60 CU | 1400 1750–1800 | 336.0 420.0           | 89.60 112.0           | 21,504 27,648                   | 10,752 13,824                   | 2,688 3,459                     | 16           | 1024                    | HBM2 4096-bit                | 2000         | 300 W | PCIe 3.0 ×16            |

1. 1 2 3  Valores de boost (se disponíveis) são indicados abaixo do valor base em itálico.
2. ↑  A taxa de preenchimento da textura é calculada como o número de Unidades de mapeamento de textura multiplicado pela velocidade básica (ou boost) do clock do núcleo.
3. ↑  A taxa de preenchimento de pixel é calculada como o número de Unidades de saída de renderização multiplicado pela velocidade de clock base (ou boost) do núcleo.
4. ↑  O desempenho de precisão é calculado a partir da velocidade básica (ou boost) do clock do núcleo com base em uma operação FMA.
5. ↑  Shaders Unificados: Unidades de Mapeamento de Textura: Unidades de Saída de Renderização e unidade de computação (CU)

### GPUs para Workstations
| Modelo (Codinome)                                      | Data de lançamento e preço     | Arquitetura Fab   | Transistores e Tamanho da matriz | Core              | Core        | Taxa de preenchimento | Taxa de preenchimento | Poder de processamento (GFLOPS) | Poder de processamento (GFLOPS) | Poder de processamento (GFLOPS) | Memória      | Memória                 | Memória                      | Memória      | TBP   | Interface de barramento | Portas de saída gráfica |
| Modelo (Codinome)                                      | Data de lançamento e preço     | Arquitetura Fab   | Transistores e Tamanho da matriz | Config            | Clock (MHz) | Textura (GT/s)        | Pixel (GP/s)          | Half                            | Single                          | Double                          | Tamanho (GB) | Largura de banda (GB/s) | Tipo e largura do barramento | Clock (MT/s) | TBP   | Interface de barramento | Portas de saída gráfica |
| ------------------------------------------------------ | ------------------------------ | ----------------- | -------------------------------- | ----------------- | ----------- | --------------------- | --------------------- | ------------------------------- | ------------------------------- | ------------------------------- | ------------ | ----------------------- | ---------------------------- | ------------ | ----- | ----------------------- | ----------------------- |
| Radeon Vega Frontier Edition (Air-cooled) (Vega 10)    | 27 de junho de 2017 $999 USD   | GCN 5 GloFo 14 nm | 12.5×109 494 mm2                 | 4096:256:64 64 CU | 1382 1600   | 353.8 409.6           | 88.4 102.4            | 22,643 26,214                   | 11,321 13,107                   | 707.6 819.2                     | 16           | 484                     | HBM2 2048-bit                | 1890         | 300 W | PCIe 3.0 ×16            | 3× DP 1.4a 1× HDMI 2.0b |
| Radeon Vega Frontier Edition (Liquid-cooled) (Vega 10) | 27 de junho de 2017 $1,499 USD | GCN 5 GloFo 14 nm | 12.5×109 494 mm2                 | 4096:256:64 64 CU | 1382 1600   | 353.8 409.6           | 88.4 102.4            | 22,643 26,214                   | 11,321 13,107                   | 707.6 819.2                     | 16           | 484                     | HBM2 2048-bit                | 1890         | 37 W  | PCIe 3.0 ×16            | 3× DP 1.4a 1× HDMI 2.0b |

1. 1 2 3  Valores de boost (se disponíveis) são indicados abaixo do valor base em itálico.
2. ↑  A taxa de preenchimento da textura é calculada como o número de Unidades de mapeamento de textura multiplicado pela velocidade básica (ou boost) do clock do núcleo.
3. ↑  A taxa de preenchimento de pixel é calculada como o número de Unidades de saída de renderização multiplicado pela velocidade de clock base (ou boost) do núcleo.
4. ↑  O desempenho de precisão é calculado a partir da velocidade básica (ou boost) do clock do núcleo com base em uma operação FMA.
5. ↑  Shaders Unificados: Unidades de Mapeamento de Textura: Unidades de Saída de Renderização e unidade de computação (CU)

| Modelo (Codinome)                | Data de lançamento e preço | Arquitetura Fab | Transistores e Tamanho da matriz | Core                          | Core        | Taxa de preenchimento | Taxa de preenchimento | Poder de processamento (GFLOPS) | Poder de processamento (GFLOPS) | Poder de processamento (GFLOPS) | Memória      | Memória                 | Memória                      | Memória      | TBP   | Interface de barramento | Portas de saída gráfica                    |
| Modelo (Codinome)                | Data de lançamento e preço | Arquitetura Fab | Transistores e Tamanho da matriz | Config                        | Clock (MHz) | Textura (GT/s)        | Pixel (GP/s)          | Half                            | Single                          | Double                          | Tamanho (GB) | Largura de banda (GB/s) | Tipo e largura do barramento | Clock (MT/s) | TBP   | Interface de barramento | Portas de saída gráfica                    |
| -------------------------------- | -------------------------- | --------------- | -------------------------------- | ----------------------------- | ----------- | --------------------- | --------------------- | ------------------------------- | ------------------------------- | ------------------------------- | ------------ | ----------------------- | ---------------------------- | ------------ | ----- | ----------------------- | ------------------------------------------ |
| Radeon Pro Vega II (Vega 20)     | 2019 $2,800 USD            | GCN 5 TSMC nm   | 13.23×109 331 mm2                | 4096:256:64 64 CU             | 1720        | 440.3                 | 110.1                 | 28,180                          | 14,090                          | 880                             | 32           | 1024                    | HBM2 4096-bit                | 2000         | 475 W | PCIe 3.0 ×16            | 4× Thunderbolt 3 (USB Type-C) 1× HDMI 2.0b |
| Radeon Pro Vega II Duo (Vega 20) | 2019 $5,600 USD            | GCN 5 TSMC nm   | 13.23×109 331 mm2                | \| 2× \| 4096:256:64 64 CU \| | 1720        | 2× 440.3              | 2× 110.1              | 2× 28,180                       | 2× 14,090                       | 2× 880                          | 2× 32        | 2× 1024                 | HBM2 2× 4096-bit             | 2000         | 475 W | PCIe 3.0 ×16            | 4× Thunderbolt 3 (USB Type-C) 1× HDMI 2.0b |
| 2×                               | 4096:256:64 64 CU          |                 |                                  |                               |             |                       |                       |                                 |                                 |                                 |              |                         |                              |              |       |                         |                                            |

1. 1 2 3  Valores de boost (se disponíveis) são indicados abaixo do valor base em itálico.
2. ↑  A taxa de preenchimento da textura é calculada como o número de Unidades de mapeamento de textura multiplicado pela velocidade básica (ou boost) do clock do núcleo.
3. ↑  A taxa de preenchimento de pixel é calculada como o número de Unidades de saída de renderização multiplicado pela velocidade de clock base (ou boost) do núcleo.
4. ↑  O desempenho de precisão é calculado a partir da velocidade básica (ou boost) do clock do núcleo com base em uma operação FMA.
5. ↑  Shaders Unificados: Unidades de Mapeamento de Textura: Unidades de Saída de Renderização e unidade de computação (CU)

### GPUs para Workstations mobile
| Modelo (Codinome)             | Data de lançamento     | Arquitetura Fab   | Transistores e Tamanho da matriz | Core              | Core        | Taxa de preenchimento | Taxa de preenchimento | Poder de processamento (GFLOPS) | Poder de processamento (GFLOPS) | Poder de processamento (GFLOPS) | Memória      | Memória                 | Memória                      | Memória      | TDP   | Interface de barramento |
| Modelo (Codinome)             | Data de lançamento     | Arquitetura Fab   | Transistores e Tamanho da matriz | Config            | Clock (MHz) | Textura (GT/s)        | Pixel (GP/s)          | Half                            | Single                          | Double                          | Tamanho (GB) | Largura de banda (GB/s) | Tipo e largura do barramento | Clock (MT/s) | TDP   | Interface de barramento |
| ----------------------------- | ---------------------- | ----------------- | -------------------------------- | ----------------- | ----------- | --------------------- | --------------------- | ------------------------------- | ------------------------------- | ------------------------------- | ------------ | ----------------------- | ---------------------------- | ------------ | ----- | ----------------------- |
| Radeon Pro Vega 16 (Vega 12)  | 14 de novembro de 2018 | GCN 5 GloFo 14 nm | ?                                | 1024:64:32 16 CU  | 815 1190    | 52.16 76.16           | 26.08 38.08           | 3,338 4,874                     | 1,669 2,437                     | 104.3 152.3                     | 4            | 307.2                   | HBM2 1024-bit                | 2400         | 50 W  | PCIe 3.0 ×16            |
| Radeon Pro Vega 20 (Vega 12)  | 14 de novembro de 2018 | GCN 5 GloFo 14 nm | ?                                | 1280:80:32 20 CU  | 815 1283    | 65.20 102.6           | 26.08 41.06           | 4,173 6,569                     | 2,086 3,285                     | 130.4 205.3                     | 4            | 189.4                   | HBM2 1024-bit                | 1480         | 50 W  | PCIe 3.0 ×16            |
| Radeon Pro Vega 48 (Vega 10)  | 19 de março de 2019    | GCN 5 GloFo 14 nm | 12.5×109 495 mm2                 | 3072:192:64 48 CU | 1200        | 230.4                 | 76.80                 | 14,746                          | 7,373                           | 460.8                           | 8            | 402.4                   | HBM2 2048-bit                | 1572         | ?     | PCIe 3.0 ×16            |
| Radeon Pro Vega 56 (Vega 10)  | 17 de agosto de 2017   | GCN 5 GloFo 14 nm | 12.5×109 495 mm2                 | 3584:224:64 56 CU | 1138 1250   | 254.9 280.0           | 72.83 80.00           | 16,314 17,920                   | 8,157 8,960                     | 509.8 560.0                     | 8            | 402.4                   | HBM2 2048-bit                | 1572         | 120 W | PCIe 3.0 ×16            |
| Radeon Pro Vega 64 (Vega 10)  | 17 de junho de 2017    | GCN 5 GloFo 14 nm | 12.5×109 495 mm2                 | 4096:256:64 64 CU | 1250 1350   | 320.0 345.6           | 80.00 86.40           | 20,480 22,118                   | 10,240 11,059                   | 640.0 691.2                     | 16           | 402.4                   | HBM2 2048-bit                | 1572         | ?     | PCIe 3.0 ×16            |
| Radeon Pro Vega 64X (Vega 10) | 19 de março de 2023    | GCN 5 GloFo 14 nm | 12.5×109 495 mm2                 | 4096:256:64 64 CU | 1250 1468   | 320.0 375.8           | 80.00 93.95           | 20,480 24,051                   | 10,240 12,026                   | 640.0 751.6                     | 16           | 512.0                   | HBM2 2048-bit                | 2000         | ?     | PCIe 3.0 ×16            |

1. 1 2 3  Valores de boost (se disponíveis) são indicados abaixo do valor base em itálico.
2. ↑  A taxa de preenchimento da textura é calculada como o número de Unidades de mapeamento de textura multiplicado pela velocidade básica (ou boost) do clock do núcleo.
3. ↑  A taxa de preenchimento de pixel é calculada como o número de Unidades de saída de renderização multiplicado pela velocidade de clock base (ou boost) do núcleo.
4. ↑  O desempenho de precisão é calculado a partir da velocidade básica (ou boost) do clock do núcleo com base em uma operação FMA.
5. ↑  Shaders Unificados: Unidades de Mapeamento de Textura: Unidades de Saída de Renderização e unidade de computação (CU)

### APUs de desktop

#### Raven Ridge (2018)
| Modelo               | Data de lançamento e preço      | Fab        | CPU             | CPU                       | CPU                       | CPU                             | CPU             | CPU   | GPU               | GPU             | GPU         | GPU                             | Socket | Pistas PCIe | Suporte de memória     | TDP     | Stock cooler (box) | Box Number    | Part Number                 |
| Modelo               | Data de lançamento e preço      | Fab        | Cores (threads) | Frequência de Clock (GHz) | Frequência de Clock (GHz) | Cache                           | Cache           | Cache | Modelo            | Config          | Clock (MHz) | Poder de processamento (GFLOPS) | Socket | Pistas PCIe | Suporte de memória     | TDP     | Stock cooler (box) | Box Number    | Part Number                 |
| Modelo               | Data de lançamento e preço      | Fab        | Cores (threads) | Base                      | Boost                     | L1                              | L2              | L3    | Modelo            | Config          | Clock (MHz) | Poder de processamento (GFLOPS) | Socket | Pistas PCIe | Suporte de memória     | TDP     | Stock cooler (box) | Box Number    | Part Number                 |
| -------------------- | ------------------------------- | ---------- | --------------- | ------------------------- | ------------------------- | ------------------------------- | --------------- | ----- | ----------------- | --------------- | ----------- | ------------------------------- | ------ | ----------- | ---------------------- | ------- | ------------------ | ------------- | --------------------------- |
| Athlon 200GE         | 6 de setembro de 2018 US $55    | GloFo 14LP | 2 (4)           | 3.2                       | —                         | 64 KB inst. 32 KB data por core | 512 KB per core | 4 MB  | Radeon Vega 3     | 192:12:4 3 CU   | 1000 MHz    | 384                             | AM4    | 16 (8+4+4)  | DDR4-2666 dual-channel | 35 W    | Basic Stock Cooler | YD200GC6FBBOX | YD200GC6M2OFB YD20GGC6M2OFB |
| Athlon Pro 200GE     | 6 de setembro de 2018 OEM       | GloFo 14LP | 2 (4)           | 3.2                       | —                         | 64 KB inst. 32 KB data por core | 512 KB per core | 4 MB  | Radeon Vega 3     | 192:12:4 3 CU   | 1000 MHz    | 384                             | AM4    | 16 (8+4+4)  | DDR4-2666 dual-channel | 35 W    | —                  | —             | YD200BC6M2OFB               |
| Athlon 220GE         | 21 de dezembro de 2018 US $65   | GloFo 14LP | 2 (4)           | 3.4                       | —                         | 64 KB inst. 32 KB data por core | 512 KB per core | 4 MB  | Radeon Vega 3     | 192:12:4 3 CU   | 1000 MHz    | 384                             | AM4    | 16 (8+4+4)  | DDR4-2666 dual-channel | 35 W    | Basic Stock Cooler | YD220GC6FBBOX | YD220GC6M2OFB               |
| Athlon 240GE         | 21 de dezembro de 2018 US $75   | GloFo 14LP | 2 (4)           | 3.5                       | —                         | 64 KB inst. 32 KB data por core | 512 KB per core | 4 MB  | Radeon Vega 3     | 192:12:4 3 CU   | 1000 MHz    | 384                             | AM4    | 16 (8+4+4)  | DDR4-2666 dual-channel | 35 W    | Basic Stock Cooler | YD240GC6FBBOX | YD240GC6M2OFB               |
| Athlon 3000G         | 19 de novembro de 2019 US $49   | GloFo 14LP | 2 (4)           | 3.5                       | —                         | 64 KB inst. 32 KB data por core | 512 KB per core | 4 MB  | Radeon Vega 3     | 192:12:4 3 CU   | 1100 MHz    | 424.4                           | AM4    | 16 (8+4+4)  | DDR4-2666 dual-channel | 35 W    | Basic Stock Cooler | YD3000C6FHBOX | YD3000C6M2OFH               |
| Athlon 300GE         | 7 de julho de 2019 OEM          | GloFo 14LP | 2 (4)           | 3.4                       | —                         | 64 KB inst. 32 KB data por core | 512 KB per core | 4 MB  | Radeon Vega 3     | 192:12:4 3 CU   | 1100 MHz    | 424.4                           | AM4    | 16 (8+4+4)  | DDR4-2666 dual-channel | 35 W    | —                  | —             | YD30GEC6M2OFH               |
| Athlon Silver 3050GE | 21 de julho de 2020 OEM         | GloFo 14LP | 2 (4)           | 3.4                       | —                         | 64 KB inst. 32 KB data por core | 512 KB per core | 4 MB  | Radeon Vega 3     | 192:12:4 3 CU   | 1100 MHz    | 424.4                           | AM4    | 16 (8+4+4)  | DDR4-2666 dual-channel | 35 W    | —                  | —             | YD305GC6M2OFH               |
| Ryzen 3 2200GE       | 19 de abril de 2018 OEM         | GloFo 14LP | 4 (4)           | 3.2                       | 3.6                       | 64 KB inst. 32 KB data por core | 512 KB per core | 4 MB  | Radeon Vega 8     | 512:32:16 8 CU  | 1100 MHz    | 1126                            | AM4    | 16 (8+4+4)  | DDR4-2933 dual-channel | 35 W    | —                  | —             | YD2200C6M4MFB               |
| Ryzen 3 Pro 2200GE   | 10 de maio de 2018 OEM          | GloFo 14LP | 4 (4)           | 3.2                       | 3.6                       | 64 KB inst. 32 KB data por core | 512 KB per core | 4 MB  | Radeon Vega 8     | 512:32:16 8 CU  | 1100 MHz    | 1126                            | AM4    | 16 (8+4+4)  | DDR4-2933 dual-channel | 35 W    | —                  | —             | YD220BC6M4MFB               |
| Ryzen 3 2200G        | 12 de fevereiro de 2018 US $99  | GloFo 14LP | 4 (4)           | 3.5                       | 3.7                       | 64 KB inst. 32 KB data por core | 512 KB per core | 4 MB  | Radeon Vega 8     | 512:32:16 8 CU  | 1100 MHz    | 1126                            | AM4    | 16 (8+4+4)  | DDR4-2933 dual-channel | 45–65 W | Wraith Stealth     | YD2200C5FBBOX | YD2200C5M4MFB               |
| Ryzen 3 Pro 2200G    | 10 de maio de 2018 OEM          | GloFo 14LP | 4 (4)           | 3.5                       | 3.7                       | 64 KB inst. 32 KB data por core | 512 KB per core | 4 MB  | Radeon Vega 8     | 512:32:16 8 CU  | 1100 MHz    | 1126                            | AM4    | 16 (8+4+4)  | DDR4-2933 dual-channel | 45–65 W | —                  | —             | YD220BC5M4MFB               |
| Ryzen 5 2400GE       | 19 de abril de 2018 OEM         | GloFo 14LP | 4 (8)           | 3.2                       | 3.8                       | 64 KB inst. 32 KB data por core | 512 KB per core | 4 MB  | Radeon RX Vega 11 | 704:44:16 11 CU | 1250 MHz    | 1760                            | AM4    | 16 (8+4+4)  | DDR4-2933 dual-channel | 35 W    | —                  | —             | YD2400C6M4MFB               |
| Ryzen 5 Pro 2400GE   | 10 de maio de 2018 OEM          | GloFo 14LP | 4 (8)           | 3.2                       | 3.8                       | 64 KB inst. 32 KB data por core | 512 KB per core | 4 MB  | Radeon RX Vega 11 | 704:44:16 11 CU | 1250 MHz    | 1760                            | AM4    | 16 (8+4+4)  | DDR4-2933 dual-channel | 35 W    | —                  | —             | YD240BC6M4MFB               |
| Ryzen 5 2400G        | 12 de fevereiro de 2018 US $169 | GloFo 14LP | 4 (8)           | 3.6                       | 3.9                       | 64 KB inst. 32 KB data por core | 512 KB per core | 4 MB  | Radeon RX Vega 11 | 704:44:16 11 CU | 1250 MHz    | 1760                            | AM4    | 16 (8+4+4)  | DDR4-2933 dual-channel | 45–65 W | Wraith Stealth     | YD2400C5FBBOX | YD2400C5M4MFB               |
| Ryzen 5 Pro 2400G    | 10 de maio de 2018 OEM          | GloFo 14LP | 4 (8)           | 3.6                       | 3.9                       | 64 KB inst. 32 KB data por core | 512 KB per core | 4 MB  | Radeon RX Vega 11 | 704:44:16 11 CU | 1250 MHz    | 1760                            | AM4    | 16 (8+4+4)  | DDR4-2933 dual-channel | 45–65 W | —                  | —             | YD240BC5M4MFB               |

1. ↑  A AMD define 1 kilobyte (KB) como 1024 bytes e 1 megabyte (MB) como 1024 kilobytes.[53]
2. ↑  Shaders Unificados: Unidades de Mapeamento de Textura: Unidades de Saída de Renderização e unidade de computação (CU)
3. ↑  O desempenho de precisão única é calculado a partir da velocidade básica (ou boost) do clock do núcleo com base em uma operação FMA.

#### Picasso (2019)
Recursos comuns de APUs de desktop baseadas em Zen+:
- Soquete: AM4.
- Todas as CPUs suportam DDR4 -2933 no modo dual-channel, enquanto Athlon Pro 300GE e Athlon Silver Pro 3125GE suportam apenas DDR4-2666.
- Cache L1: 96 KB (32 KB de dados + 64 KB de instruções) por núcleo.
- Cache L2: 512 KB por núcleo.
- Todas as CPUs suportam 16 pistas PCIe 3.0.
- Inclui GPU GCN integrada de 5ª geração.
- Processo de fabricação: GlobalFoundries 12LP.

| Modelo                   | CPU             | CPU                 | CPU                 | CPU              | GPU             | GPU             | GPU         | GPU                             | TDP  | Data de lançamento     | Preço de lançamento |
| Modelo                   | Cores (threads) | Taxa de clock (GHz) | Taxa de clock (GHz) | Cache L3 (total) | Modelo          | Config          | Clock (MHz) | Poder de processamento (GFLOPS) | TDP  | Data de lançamento     | Preço de lançamento |
| Modelo                   | Cores (threads) | Base                | Boost               | Cache L3 (total) | Modelo          | Config          | Clock (MHz) | Poder de processamento (GFLOPS) | TDP  | Data de lançamento     | Preço de lançamento |
| ------------------------ | --------------- | ------------------- | ------------------- | ---------------- | --------------- | --------------- | ----------- | ------------------------------- | ---- | ---------------------- | ------------------- |
| Athlon Pro 300GE         | 2 (4)           | 3.4                 | —                   | 4 MB             | Vega 3          | 192:12:4 3 CU   | 1100        | 424.4                           | 35 W | 30 de setembro de 2019 | OEM                 |
| Athlon Silver Pro 3125GE | 2 (4)           | 3.4                 | —                   | 4 MB             | Radeon Graphics | 192:12:4 3 CU   | 1100        | 424.4                           | 35 W | 21 de julho de 2020    | OEM                 |
| Athlon Gold 3150GE       | 4 (4)           | 3.3                 | 3.8                 | 4 MB             | Radeon Graphics | 192:12:4 3 CU   | 1100        | 424.4                           | 35 W | 21 de julho de 2020    | OEM                 |
| Athlon Gold Pro 3150GE   | 4 (4)           | 3.3                 | 3.8                 | 4 MB             | Radeon Graphics | 192:12:4 3 CU   | 1100        | 424.4                           | 35 W | 21 de julho de 2020    | OEM                 |
| Athlon Gold 3150G        | 4 (4)           | 3.5                 | 3.9                 | 4 MB             | Radeon Graphics | 192:12:4 3 CU   | 1100        | 424.4                           | 65 W | 21 de julho de 2020    | OEM                 |
| Athlon Gold Pro 3150G    | 4 (4)           | 3.5                 | 3.9                 | 4 MB             | Radeon Graphics | 192:12:4 3 CU   | 1100        | 424.4                           | 65 W | 21 de julho de 2020    | OEM                 |
| Ryzen 3 3200GE           | 4 (4)           | 3.3                 | 3.8                 | 4 MB             | Vega 8          | 512:32:16 8 CU  | 1200        | 1228.8                          | 35 W | 7 de julho de 2019     | OEM                 |
| Ryzen 3 Pro 3200GE       | 4 (4)           | 3.3                 | 3.8                 | 4 MB             | Vega 8          | 512:32:16 8 CU  | 1200        | 1228.8                          | 35 W | 30 de setembro de 2019 | OEM                 |
| Ryzen 3 3200G            | 4 (4)           | 3.6                 | 4.0                 | 4 MB             | Vega 8          | 512:32:16 8 CU  | 1250        | 1280                            | 65 W | 7 de julho de 2019     | US $99              |
| Ryzen 3 Pro 3200G        | 4 (4)           | 3.6                 | 4.0                 | 4 MB             | Vega 8          | 512:32:16 8 CU  | 1250        | 1280                            | 65 W | 30 de setembro de 2019 | OEM                 |
| Ryzen 5 Pro 3350GE       | 4 (4)           | 3.3                 | 3.9                 | 4 MB             | Radeon Graphics | 640:40:16 10 CU | 1200        | 1536                            | 35 W | 21 de julho de 2020    | OEM                 |
| Ryzen 5 Pro 3350G        | 4 (8)           | 3.6                 | 4.0                 | 4 MB             | Radeon Graphics | 704:44:16 11 CU | 1300        | 1830.4                          | 65 W | 21 de julho de 2020    | OEM                 |
| Ryzen 5 3400GE           | 4 (8)           | 3.3                 | 4.0                 | 4 MB             | Vega 11         | 704:44:16 11 CU | 1300        | 1830.4                          | 35 W | 7 de julho de 2019     | OEM                 |
| Ryzen 5 Pro 3400GE       | 4 (8)           | 3.3                 | 4.0                 | 4 MB             | Vega 11         | 704:44:16 11 CU | 1300        | 1830.4                          | 35 W | 30 de setembro de 2019 | OEM                 |
| Ryzen 5 3400G            | 4 (8)           | 3.7                 | 4.2                 | 4 MB             | RX Vega 11      | 704:44:16 11 CU | 1400        | 1971.2                          | 65 W | 7 de julho de 2019     | US $149             |
| Ryzen 5 Pro 3400G        | 4 (8)           | 3.7                 | 4.2                 | 4 MB             | RX Vega 11      | 704:44:16 11 CU | 1400        | 1971.2                          | 65 W | 30 de setembro de 2019 | OEM                 |

1. ↑  A partir dos lançamentos de 2020, a AMD parou de se referir aos gráficos integrados como "Vega", portanto, todos os IGPUs baseados em Vega são marcados como AMD Radeon Graphics (em vez de Radeon Vega 3 ou Radeon Vega 10).[71][72][73]
2. ↑  Shaders unificados : Unidades de mapeamento de textura : Unidades de saída de renderização e unidades de computação (CU)
3. ↑  O desempenho de precisão simples é calculado a partir da velocidade de clock do núcleo base (ou boost) com base em uma operação FMA.

#### Renoir (2020)
Recursos comuns das APUs de desktop Ryzen 4000:
- Socket: AM4.
- Todas as CPUs suportam DDR4-3200 no modo dual-channel.
- Cache L1: 64 KB (32 KB de dados + 32 KB de instrução) por núcleo.
- Cache L2: 512 KB por núcleo.
- Todas as CPUs suportam 24 pistas PCIe 3.0. 4 das pistas são reservadas como link para o chipset.
- Inclui GPU integrada GCN 5ª geração.
- Processo de fabricação: TSMC 7FF.

| Marca e modelo | Marca e modelo | CPU             | CPU                 | CPU                 | CPU              | CPU         | GPU             | GPU         | GPU            | GPU                             | TDP  | Data de lançamento                                      | MSRP          |
| Marca e modelo | Marca e modelo | Cores (threads) | Taxa de clock (GHz) | Taxa de clock (GHz) | Cache L3 (total) | Core Config | Modelo          | Clock (GHz) | Config         | Poder de processamento (GFLOPS) | TDP  | Data de lançamento                                      | MSRP          |
| Marca e modelo | Marca e modelo | Cores (threads) | Base                | Boost               | Cache L3 (total) | Core Config | Modelo          | Clock (GHz) | Config         | Poder de processamento (GFLOPS) | TDP  | Data de lançamento                                      | MSRP          |
| -------------- | -------------- | --------------- | ------------------- | ------------------- | ---------------- | ----------- | --------------- | ----------- | -------------- | ------------------------------- | ---- | ------------------------------------------------------- | ------------- |
| Ryzen 7        | 4700G          | 8 (16)          | 3.6                 | 4.4                 | 8 MB             | 2 × 4       | Radeon Graphics | 2.1         | 512:32:16 8 CU | 2150.4                          | 65 W | 21 de julho de 2020                                     | OEM           |
| Ryzen 7        | 4700GE         | 8 (16)          | 3.1                 | 4.3                 | 8 MB             | 2 × 4       | Radeon Graphics | 2.0         | 512:32:16 8 CU | 2048                            | 35 W | 21 de julho de 2020                                     | OEM           |
| Ryzen 5        | 4600G          | 6 (12)          | 3.7                 | 4.2                 | 8 MB             | 2 × 3       | Radeon Graphics | 1.9         | 448:28:14 7 CU | 1702.4                          | 65 W | 21 de julho de 2020 (OEM) / 4 de abril de 2022 (retail) | OEM / US $154 |
| Ryzen 5        | 4600GE         | 6 (12)          | 3.3                 | 4.2                 | 8 MB             | 2 × 3       | Radeon Graphics | 1.9         | 448:28:14 7 CU | 1702.4                          | 35 W | 21 de julho de 2020                                     | OEM           |
| Ryzen 3        | 4300G          | 4 (8)           | 3.8                 | 4.0                 | 4 MB             | 1 × 4       | Radeon Graphics | 1.7         | 384:24:12 6 CU | 1305.6                          | 65 W | 21 de julho de 2020                                     | OEM           |
| Ryzen 3        | 4300GE         | 4 (8)           | 3.5                 | 4.0                 | 4 MB             | 1 × 4       | Radeon Graphics | 1.7         | 384:24:12 6 CU | 1305.6                          | 35 W | 21 de julho de 2020                                     | OEM           |

1. ↑  Core complexes (CCXs) × cores por CCX
2. ↑  Shaders Unificados: Unidades de Mapeamento de Textura: Unidades de Saída de Renderização e Unidades de Computação (CU)
3. ↑  O desempenho de precisão única é calculado a partir da velocidade de clock base (ou aumento) do núcleo com base em uma operação FMA.

1. ↑  Um box sem cooler também pode estar disponível (WOF).
2. 1 2 3 4 5 6  Modelo também disponível como versão PRO como 4350GE,[97] 4350G,[98] 4650GE,[99] 4650G,[100] 4750GE,[101] 4750G,[102] lançado em 21 de julho de 2020 para apenas OEM.[103]
3. ↑  Todas as iGPUs são marcadas como AMD Radeon Graphics.

#### Cézanne (2021)
Recursos comuns das APUs de desktop Ryzen 5000:
- Socket: AM4.
- Todas as CPUs suportam DDR4-3200 no modo dual-channel.
- Cache L1: 64 KB (32 KB de dados + 32 KB de instrução) por núcleo.
- Cache L2: 512 KB por núcleo.
- Todas as CPUs suportam 24 pistas PCIe 3.0. 4 das pistas são reservadas como link para o chipset.
- Inclui GPU integrada GCN 5ª geração.
- Processo de fabricação: TSMC 7FF.

| Marca e modelo | Marca e modelo | CPU             | CPU                 | CPU                 | CPU              | CPU         | GPU         | GPU           | GPU                             | Solução térmica | TDP  | Data de lançamento                                       | MSRP    |
| Marca e modelo | Marca e modelo | Cores (threads) | Taxa de clock (GHz) | Taxa de clock (GHz) | Cache L3 (total) | Core config | Clock (GHz) | Config        | Poder de processamento (GFLOPS) | Solução térmica | TDP  | Data de lançamento                                       | MSRP    |
| Marca e modelo | Marca e modelo | Cores (threads) | Base                | Boost               | Cache L3 (total) | Core config | Clock (GHz) | Config        | Poder de processamento (GFLOPS) | Solução térmica | TDP  | Data de lançamento                                       | MSRP    |
| -------------- | -------------- | --------------- | ------------------- | ------------------- | ---------------- | ----------- | ----------- | ------------- | ------------------------------- | --------------- | ---- | -------------------------------------------------------- | ------- |
| Ryzen 7        | 5700G          | 8 (16)          | 3.8                 | 4.6                 | 16 MB            | 1 × 8       | 2000        | 512:32:8 8 CU | 2048                            | Wraith Stealth  | 65 W | 13 de abril de 2021 (OEM) / 5 de agosto de 2021 (retail) | US $359 |
| Ryzen 7        | 5700GE         | 8 (16)          | 3.2                 | 4.6                 | 16 MB            | 1 × 8       | 2000        | 512:32:8 8 CU | 2048                            | Wraith Stealth  | 35 W | 13 de abril de 2021                                      | OEM     |
| Ryzen 5        | 5600GT         | 6 (12)          | 3.6                 | 4.6                 | 16 MB            | 1 × 6       | 1900        | 448:28:8 7 CU | 1702.4                          | Wraith Stealth  | 65 W | 31 de janeiro de 2024                                    | US $140 |
| Ryzen 5        | 5600G          | 6 (12)          | 3.9                 | 4.4                 | 16 MB            | 1 × 6       | 1900        | 448:28:8 7 CU | 1702.4                          | Wraith Stealth  | 65 W | 13 de abril de 2021 (OEM) / 5 de agosto de 2021 (retail) | US $259 |
| Ryzen 5        | 5600GE         | 6 (12)          | 3.4                 | 4.4                 | 16 MB            | 1 × 6       | 1900        | 448:28:8 7 CU | 1702.4                          | Wraith Stealth  | 35 W | 13 de abril de 2021                                      | OEM     |
| Ryzen 5        | 5500GT         | 6 (12)          | 3.6                 | 4.4                 | 16 MB            | 1 × 6       | 1900        | 448:28:8 7 CU | 1702.4                          | Wraith Stealth  | 65 W | 31 de janeiro de 2024                                    | US $125 |
| Ryzen 3        | 5300G          | 4 (8)           | 4.0                 | 4.2                 | 8 MB             | 1 × 4       | 1700        | 384:24:8 6 CU | 1305.6                          | OEM             | 65 W | 13 de abril de 2021                                      | OEM     |
| Ryzen 3        | 5300GE         | 4 (8)           | 3.6                 | 4.2                 | 8 MB             | 1 × 4       | 1700        | 384:24:8 6 CU | 1305.6                          | OEM             | 35 W | 13 de abril de 2021                                      | OEM     |

1. ↑  Core Complexes (CCX) × cores por CCX
2. ↑  Shaders Unificados: Unidades de Mapeamento de Textura: Unidades de Saída de Renderização e Unidades de Computação (CU)
3. ↑  O desempenho de precisão única é calculado a partir da velocidade de clock base (ou aumento) do núcleo com base em uma operação FMA.

1. 1 2 3 4 5 6  Modelo também disponível como versão PRO como 5350GE,[113] 5350G,[114] 5650GE,[115] 5650G,[116] 5750GE,[117] 5750G,[118] lançado em 1 de junho de 2021.[119]

### APUs mobile

#### Raven Ridge (2017)
| Modelo            | Data de lançamento e preço | Fab        | CPU             | CPU                 | CPU                 | CPU                             | CPU             | CPU   | GPU     | GPU             | GPU      | GPU                             | Socket | Pistas PCIe | Suporte de memória     | TDP     |
| Modelo            | Data de lançamento e preço | Fab        | Cores (threads) | Taxa de clock (GHz) | Taxa de clock (GHz) | Cache                           | Cache           | Cache | Modelo  | Config          | Clock    | Poder de processamento (GFLOPS) | Socket | Pistas PCIe | Suporte de memória     | TDP     |
| Modelo            | Data de lançamento e preço | Fab        | Cores (threads) | Base                | Boost               | L1                              | L2              | L3    | Modelo  | Config          | Clock    | Poder de processamento (GFLOPS) | Socket | Pistas PCIe | Suporte de memória     | TDP     |
| ----------------- | -------------------------- | ---------- | --------------- | ------------------- | ------------------- | ------------------------------- | --------------- | ----- | ------- | --------------- | -------- | ------------------------------- | ------ | ----------- | ---------------------- | ------- |
| Athlon Pro 200U   | 2019                       | GloFo 14LP | 2 (4)           | 2.3                 | 3.2                 | 64 KB inst. 32 KB data por core | 512 KB por core | 4 MB  | Vega 3  | 192:12:4 3 CU   | 1000 MHz | 384                             | FP5    | 12 (8+4)    | DDR4-2400 dual-channel | 12–25 W |
| Athlon 300U       | 6 de janeiro de 2019       | GloFo 14LP | 2 (4)           | 2.4                 | 3.3                 | 64 KB inst. 32 KB data por core | 512 KB por core | 4 MB  | Vega 3  | 192:12:4 3 CU   | 1000 MHz | 384                             | FP5    | 12 (8+4)    | DDR4-2400 dual-channel | 12–25 W |
| Ryzen 3 2200U     | 8 de janeiro de 2018       | GloFo 14LP | 2 (4)           | 2.5                 | 3.4                 | 64 KB inst. 32 KB data por core | 512 KB por core | 4 MB  | Vega 3  | 192:12:4 3 CU   | 1100 MHz | 422.4                           | FP5    | 12 (8+4)    | DDR4-2400 dual-channel | 12–25 W |
| Ryzen 3 3200U     | 6 de janeiro de 2019       | GloFo 14LP | 2 (4)           | 2.6                 | 3.5                 | 64 KB inst. 32 KB data por core | 512 KB por core | 4 MB  | Vega 3  | 192:12:4 3 CU   | 1200 MHz | 460.8                           | FP5    | 12 (8+4)    | DDR4-2400 dual-channel | 12–25 W |
| Ryzen 3 2300U     | 8 de janeiro de 2018       | GloFo 14LP | 4 (4)           | 2.0                 | 3.4                 | 64 KB inst. 32 KB data por core | 512 KB por core | 4 MB  | Vega 6  | 384:24:8 6 CU   | 1100 MHz | 844.8                           | FP5    | 12 (8+4)    | DDR4-2400 dual-channel | 12–25 W |
| Ryzen 3 Pro 2300U | 15 de maio de 2018         | GloFo 14LP | 4 (4)           | 2.0                 | 3.4                 | 64 KB inst. 32 KB data por core | 512 KB por core | 4 MB  | Vega 6  | 384:24:8 6 CU   | 1100 MHz | 844.8                           | FP5    | 12 (8+4)    | DDR4-2400 dual-channel | 12–25 W |
| Ryzen 5 2500U     | 26 de outubro de 2017      | GloFo 14LP | 4 (8)           | 2.0                 | 3.6                 | 64 KB inst. 32 KB data por core | 512 KB por core | 4 MB  | Vega 8  | 512:32:16 8 CU  | 1100 MHz | 1126.4                          | FP5    | 12 (8+4)    | DDR4-2400 dual-channel | 12–25 W |
| Ryzen 5 Pro 2500U | 15 de maio de 2018         | GloFo 14LP | 4 (8)           | 2.0                 | 3.6                 | 64 KB inst. 32 KB data por core | 512 KB por core | 4 MB  | Vega 8  | 512:32:16 8 CU  | 1100 MHz | 1126.4                          | FP5    | 12 (8+4)    | DDR4-2400 dual-channel | 12–25 W |
| Ryzen 5 2600H     | 10 de setembro de 2018     | GloFo 14LP | 4 (8)           | 3.2                 | 3.6                 | 64 KB inst. 32 KB data por core | 512 KB por core | 4 MB  | Vega 8  | 512:32:16 8 CU  | 1100 MHz | 1126.4                          | FP5    | 12 (8+4)    | DDR4-3200 dual-channel | 35–54 W |
| Ryzen 7 2700U     | 26 de outubro de 2017      | GloFo 14LP | 4 (8)           | 2.2                 | 3.8                 | 64 KB inst. 32 KB data por core | 512 KB por core | 4 MB  | Vega 10 | 640:40:16 10 CU | 1300 MHz | 1664                            | FP5    | 12 (8+4)    | DDR4-2400 dual-channel | 12–25 W |
| Ryzen 7 Pro 2700U | 15 de maio de 2018         | GloFo 14LP | 4 (8)           | 2.2                 | 3.8                 | 64 KB inst. 32 KB data por core | 512 KB por core | 4 MB  | Vega 10 | 640:40:16 10 CU | 1300 MHz | 1664                            | FP5    | 12 (8+4)    | DDR4-2400 dual-channel | 12–25 W |
| Ryzen 7 2800H     | 10 de setembro de 2018     | GloFo 14LP | 4 (8)           | 3.3                 | 3.8                 | 64 KB inst. 32 KB data por core | 512 KB por core | 4 MB  | Vega 11 | 704:44:16 11 CU | 1300 MHz | 1830.4                          | FP5    | 12 (8+4)    | DDR4-3200 dual-channel | 35–54 W |

1. ↑  Shaders unificados : Unidades de mapeamento de textura : Unidades de saída de renderização e unidades de computação (CU)
2. ↑  O desempenho de precisão simples é calculado a partir da velocidade de clock do núcleo base (ou boost) com base em uma operação FMA.

#### Picasso (2019)
Recursos comuns das APUs de notebook Ryzen 3000:
- Soquete: FP5.
- Todas as CPUs suportam DDR4-2400 no modo dual-channel.
- Cache L1: 96 KB (32 KB de dados + 64 KB de instruções) por núcleo.
- Cache L2: 512 KB por núcleo.
- Todas as CPUs suportam 16 pistas PCIe 3.0.
- Inclui GPU GCN integrada de GCN 5th geração.
- Processo de fabricação: GlobalFoundries 12LP (14LP+).

| Marca e Modelo | Marca e Modelo | CPU             | CPU                 | CPU                 | CPU              | CPU         | GPU        | GPU         | GPU             | GPU                             | TDP  | Data de lançamento     |
| Marca e Modelo | Marca e Modelo | Cores (threads) | Taxa de clock (GHz) | Taxa de clock (GHz) | Cache L3 (total) | Core config | Modelo     | Clock (GHz) | Config          | Poder de processamento (GFLOPS) | TDP  | Data de lançamento     |
| Marca e Modelo | Marca e Modelo | Cores (threads) | Base                | Boost               | Cache L3 (total) | Core config | Modelo     | Clock (GHz) | Config          | Poder de processamento (GFLOPS) | TDP  | Data de lançamento     |
| -------------- | -------------- | --------------- | ------------------- | ------------------- | ---------------- | ----------- | ---------- | ----------- | --------------- | ------------------------------- | ---- | ---------------------- |
| Ryzen 7        | 3780U          | 4 (8)           | 2.3                 | 4.0                 | 4 MB             | 1 × 4       | RX Vega 11 | 1.4         | 704:44:16 11 CU | 1971.2                          | 15 W | outubro de 2019        |
| Ryzen 7        | 3750H          | 4 (8)           | 2.3                 | 4.0                 | 4 MB             | 1 × 4       | RX Vega 10 | 1.4         | 640:40:16 10 CU | 1792.0                          | 35 W | 6 de janeiro de 2019   |
| Ryzen 7        | 3700C          | 4 (8)           | 2.3                 | 4.0                 | 4 MB             | 1 × 4       | RX Vega 10 | 1.4         | 640:40:16 10 CU | 1792.0                          | 15 W | 22 de setembro de 2020 |
| Ryzen 7        | 3700U          | 4 (8)           | 2.3                 | 4.0                 | 4 MB             | 1 × 4       | RX Vega 10 | 1.4         | 640:40:16 10 CU | 1792.0                          | 15 W | 6 de janeiro de 2019   |
| Ryzen 5        | 3580U          | 4 (8)           | 2.1                 | 3.7                 | 4 MB             | 1 × 4       | Vega 9     | 1.3         | 576:36:16 9 CU  | 1497.6                          | 15 W | outubro de 2019        |
| Ryzen 5        | 3550H          | 4 (8)           | 2.1                 | 3.7                 | 4 MB             | 1 × 4       | Vega 8     | 1.2         | 512:32:16 8 CU  | 1228.8                          | 35 W | 6 de janeiro de 2019   |
| Ryzen 5        | 3500C          | 4 (8)           | 2.1                 | 3.7                 | 4 MB             | 1 × 4       | Vega 8     | 1.2         | 512:32:16 8 CU  | 1228.8                          | 15 W | 22 de setembro de 2020 |
| Ryzen 5        | 3500U          | 4 (8)           | 2.1                 | 3.7                 | 4 MB             | 1 × 4       | Vega 8     | 1.2         | 512:32:16 8 CU  | 1228.8                          | 15 W | 6 de janeiro de 2019   |
| Ryzen 5        | 3450U          | 4 (8)           | 2.1                 | 3.5                 | 4 MB             | 1 × 4       | Vega 8     | 1.2         | 512:32:16 8 CU  | 1228.8                          | 15 W | junho de 2020          |
| Ryzen 3        | 3350U          | 4 (4)           | 2.1                 | 3.5                 | 4 MB             | 1 × 4       | Vega 6     | 1.2         | 384:24:8 6 CU   | 921.6                           | 15 W | 6 de janeiro de 2019   |
| Ryzen 3        | 3300U          | 4 (4)           | 2.1                 | 3.5                 | 4 MB             | 1 × 4       | Vega 6     | 1.2         | 384:24:8 6 CU   | 921.6                           | 15 W | 6 de janeiro de 2019   |

1. ↑  Core Complexes (CCX) × cores por CCX
2. ↑  Shaders unificados : Unidades de mapeamento de textura : Unidades de saída de renderização e unidades de computação (CU)
3. ↑  O desempenho de precisão simples é calculado a partir da velocidade de clock do núcleo base (ou boost) com base em uma operação FMA.

1. 1 2 3  Modelo também disponível como versão PRO,[146][147][148] lançado em 8 de abril de 2019

#### Dalí (2020)
| Modelo              | Data de lançamento     | Fab   | CPU             | CPU                       | CPU                       | CPU                             | CPU             | CPU   | GPU                    | GPU           | GPU         | GPU                             | Socket | Pistas PCIe | Suporte de memória     | TDP  | Part Number   |
| Modelo              | Data de lançamento     | Fab   | Cores (threads) | Frequência de Clock (GHz) | Frequência de Clock (GHz) | Cache                           | Cache           | Cache | Modelo                 | Config        | Clock (MHz) | Poder de processamento (GFLOPS) | Socket | Pistas PCIe | Suporte de memória     | TDP  | Part Number   |
| Modelo              | Data de lançamento     | Fab   | Cores (threads) | Base                      | Boost                     | L1                              | L2              | L3    | Modelo                 | Config        | Clock (MHz) | Poder de processamento (GFLOPS) | Socket | Pistas PCIe | Suporte de memória     | TDP  | Part Number   |
| ------------------- | ---------------------- | ----- | --------------- | ------------------------- | ------------------------- | ------------------------------- | --------------- | ----- | ---------------------- | ------------- | ----------- | ------------------------------- | ------ | ----------- | ---------------------- | ---- | ------------- |
| AMD 3020e           | 6 de janeiro de 2020   | 14 nm | 2 (2)           | 1.2                       | 2.6                       | 64 KB inst. 32 KB data por core | 512 KB por core | 4 MB  | Radeon Graphics (Vega) | 192:12:4 3 CU | 1.0         | 384                             | FP5    | 12 (8+4)    | DDR4-2400 dual-channel | 6 W  | YM3020C7T2OFG |
| Athlon PRO 3045B    | Q1 2021                | 14 nm | 2 (2)           | 2.3                       | 3.2                       | 64 KB inst. 32 KB data por core | 512 KB por core | 4 MB  | Radeon Graphics (Vega) | 128:8:4 2 CU  | 1.1         | 281.6                           | FP5    | 12 (8+4)    | DDR4-2400 dual-channel | 15 W | YM3045C4T2OFG |
| Athlon Silver 3050U | 6 de janeiro de 2020   | 14 nm | 2 (2)           | 2.3                       | 3.2                       | 64 KB inst. 32 KB data por core | 512 KB por core | 4 MB  | Radeon Graphics (Vega) | 128:8:4 2 CU  | 1.1         | 281.6                           | FP5    | 12 (8+4)    | DDR4-2400 dual-channel | 15 W | YM3050C4T2OFG |
| Athlon Silver 3050C | 22 de setembro de 2020 | 14 nm | 2 (2)           | 2.3                       | 3.2                       | 64 KB inst. 32 KB data por core | 512 KB por core | 4 MB  | Radeon Graphics (Vega) | 128:8:4 2 CU  | 1.1         | 281.6                           | FP5    | 12 (8+4)    | DDR4-2400 dual-channel | 15 W | YM305CC4T2OFG |
| Athlon Silver 3050e | 6 de janeiro de 2020   | 14 nm | 2 (4)           | 1.4                       | 2.8                       | 64 KB inst. 32 KB data por core | 512 KB por core | 4 MB  | Radeon Graphics (Vega) | 192:12:4 3 CU | 1.0         | 384                             | FP5    | 12 (8+4)    | DDR4-2400 dual-channel | 6 W  | YM3050C7T2OFG |
| Athlon PRO 3145B    | Q1 2021                | 14 nm | 2 (4)           | 2.4                       | 3.3                       | 64 KB inst. 32 KB data por core | 512 KB por core | 4 MB  | Radeon Graphics (Vega) | 192:12:4 3 CU | 1.0         | 384                             | FP5    | 12 (8+4)    | DDR4-2400 dual-channel | 15 W | YM3145C4T2OFG |
| Athlon Gold 3150U   | 6 de janeiro de 2020   | 14 nm | 2 (4)           | 2.4                       | 3.3                       | 64 KB inst. 32 KB data por core | 512 KB por core | 4 MB  | Radeon Graphics (Vega) | 192:12:4 3 CU | 1.0         | 384                             | FP5    | 12 (8+4)    | DDR4-2400 dual-channel | 15 W | YM3150C4T2OFG |
| Athlon Gold 3150C   | 22 de setembro de 2020 | 14 nm | 2 (4)           | 2.4                       | 3.3                       | 64 KB inst. 32 KB data por core | 512 KB por core | 4 MB  | Radeon Graphics (Vega) | 192:12:4 3 CU | 1.0         | 384                             | FP5    | 12 (8+4)    | DDR4-2400 dual-channel | 15 W | YM315CC4T2OFG |
| Ryzen 3 3250U       | 6 de janeiro de 2020   | 14 nm | 2 (4)           | 2.6                       | 3.5                       | 64 KB inst. 32 KB data por core | 512 KB por core | 4 MB  | Radeon Graphics (Vega) | 192:12:4 3 CU | 1.2         | 460.8                           | FP5    | 12 (8+4)    | DDR4-2400 dual-channel | 15 W | YM3250C4T2OFG |
| Ryzen 3 3250C       | 22 de setembro de 2020 | 14 nm | 2 (4)           | 2.6                       | 3.5                       | 64 KB inst. 32 KB data por core | 512 KB por core | 4 MB  | Radeon Graphics (Vega) | 192:12:4 3 CU | 1.2         | 460.8                           | FP5    | 12 (8+4)    | DDR4-2400 dual-channel | 15 W | YM325CC4T2OFG |

1. ↑  Shaders Unificados: Unidades de Mapeamento de Textura: Unidades de Saída de Renderização e unidade de computação (CU)
2. ↑  O desempenho de precisão única é calculado a partir da velocidade básica (ou boost) do clock do núcleo com base em uma operação FMA.

#### Renoir (2020)
Recursos comuns das APUs de notebook Ryzen 4000:
- Socket: FP6.
- Todas as CPUs suportam DDR4-3200 ou LPDDR4-4266 no modo de dual-channel.
- Cache L1: 64 KB (32 KB de dados + 32 KB de instrução) por núcleo.
- Cache L2: 512 KB por núcleo.
- Todas as CPUs suportam 16 pistas PCIe 3.0.
- Inclui GPU integrada GCN 5ª geração.
- Processo de fabricação: TSMC 7FF.

| Marca e Modelo | Marca e Modelo | CPU             | CPU                 | CPU                 | CPU              | CPU         | GPU             | GPU         | GPU           | GPU                             | TDP     | Data de lançamento  |
| Marca e Modelo | Marca e Modelo | Cores (threads) | Taxa de clock (GHz) | Taxa de clock (GHz) | Cache L3 (total) | Core config | Modelo          | Clock (GHz) | Config        | Poder de processamento (GFLOPS) | TDP     | Data de lançamento  |
| Marca e Modelo | Marca e Modelo | Cores (threads) | Base                | Boost               | Cache L3 (total) | Core config | Modelo          | Clock (GHz) | Config        | Poder de processamento (GFLOPS) | TDP     | Data de lançamento  |
| -------------- | -------------- | --------------- | ------------------- | ------------------- | ---------------- | ----------- | --------------- | ----------- | ------------- | ------------------------------- | ------- | ------------------- |
| Ryzen 9        | 4900H          | 8 (16)          | 3.3                 | 4.4                 | 8 MB             | 2 × 4       | Radeon Graphics | 1.75        | 512:32:8 8 CU | 1792                            | 35–54 W | 16 de março de 2020 |
| Ryzen 9        | 4900HS         | 8 (16)          | 3.0                 | 4.3                 | 8 MB             | 2 × 4       | Radeon Graphics | 1.75        | 512:32:8 8 CU | 1792                            | 35 W    | 16 de março de 2020 |
| Ryzen 7        | 4800H          | 8 (16)          | 2.9                 | 4.2                 | 8 MB             | 2 × 4       | Radeon Graphics | 1.6         | 448:28:8 7 CU | 1433.6                          | 35–54 W | 16 de março de 2020 |
| Ryzen 7        | 4800HS         | 8 (16)          | 2.9                 | 4.2                 | 8 MB             | 2 × 4       | Radeon Graphics | 1.6         | 448:28:8 7 CU | 1433.6                          | 35 W    | 16 de março de 2020 |
| Ryzen 7        | 4980U          | 8 (16)          | 2.0                 | 4.4                 | 8 MB             | 2 × 4       | Radeon Graphics | 1.95        | 512:32:8 8 CU | 1996.8                          | 10–25 W | 13 de abril de 2021 |
| Ryzen 7        | 4800U          | 8 (16)          | 1.8                 | 4.2                 | 8 MB             | 2 × 4       | Radeon Graphics | 1.75        | 512:32:8 8 CU | 1792                            | 10–25 W | 16 de março de 2020 |
| Ryzen 7        | 4700U          | 8 (8)           | 2.0                 | 4.1                 | 8 MB             | 2 × 4       | Radeon Graphics | 1.6         | 448:28:8 7 CU | 1433.6                          | 10–25 W | 16 de março de 2020 |
| Ryzen 5        | 4600H          | 6 (12)          | 3.0                 | 4.0                 | 8 MB             | 2 × 3       | Radeon Graphics | 1.5         | 384:24:8 6 CU | 1152                            | 35–54 W | 16 de março de 2020 |
| Ryzen 5        | 4600HS         | 6 (12)          | 3.0                 | 4.0                 | 8 MB             | 2 × 3       | Radeon Graphics | 1.5         | 384:24:8 6 CU | 1152                            | 35 W    | 16 de março de 2020 |
| Ryzen 5        | 4680U          | 6 (12)          | 2.1                 | 4.0                 | 8 MB             | 2 × 3       | Radeon Graphics | 1.5         | 448:28:8 7 CU | 1344                            | 10–25 W | 13 de abril de 2021 |
| Ryzen 5        | 4600U          | 6 (12)          | 2.1                 | 4.0                 | 8 MB             | 2 × 3       | Radeon Graphics | 1.5         | 384:24:8 6 CU | 1152                            | 10–25 W | 16 de março de 2020 |
| Ryzen 5        | 4500U          | 6 (6)           | 2.3                 | 4.0                 | 8 MB             | 2 × 3       | Radeon Graphics | 1.5         | 384:24:8 6 CU | 1152                            | 10–25 W | 16 de março de 2020 |
| Ryzen 3        | 4300U          | 4 (4)           | 2.7                 | 3.7                 | 4 MB             | 1 × 4       | Radeon Graphics | 1.4         | 320:20:8 5 CU | 896                             | 10–25 W | 16 de março de 2020 |

1. ↑  Core Complexes (CCX) × cores por CCX
2. ↑  Shaders Unificados: Unidades de Mapeamento de Textura: Unidades de Saída de Renderização e Unidades de Computação (CU)
3. ↑  O desempenho de precisão única é calculado a partir da velocidade de clock base (ou aumento) do núcleo com base em uma operação FMA.

1. ↑  Todas as iGPUs são marcadas como AMD Radeon Graphics.
2. 1 2 3  Modelo também disponível como versão PRO como 4450U,[177] 4650U,[178] 4750U,[179] lançado em 7 de maio de 2020.

#### Lucienne (2021)
Recursos comuns das APUs de notebook Ryzen 5000:
- Soquete: FP6.
- Todas as CPUs suportam DDR4-3200 ou LPDDR4-4266 no modo  dual-channel.
- Cache L1: 64 KB (32 KB de dados + 32 KB de instrução) por núcleo.
- Cache L2: 512 KB por núcleo.
- Todas as CPUs suportam 16 pistas PCIe 3.0.
- Inclui GPU integrada GCN 5th geração.
- Processo de fabricação: TSMC 7FF.

| Marca e modelo | Marca e modelo | CPU            | CPU         | CPU                 | CPU                 | CPU              | GPU             | GPU           | GPU         | GPU                             | TDP     | Data de lançamento e preço |
| Marca e modelo | Marca e modelo | Cores (Thread) | Core config | Taxa de clock (GHz) | Taxa de clock (GHz) | Cache L3 (total) | Modelo          | Config        | Clock (GHz) | Poder de processamento (GFLOPS) | TDP     | Data de lançamento e preço |
| Marca e modelo | Marca e modelo | Cores (Thread) | Core config | Base                | Boost               | Cache L3 (total) | Modelo          | Config        | Clock (GHz) | Poder de processamento (GFLOPS) | TDP     | Data de lançamento e preço |
| -------------- | -------------- | -------------- | ----------- | ------------------- | ------------------- | ---------------- | --------------- | ------------- | ----------- | ------------------------------- | ------- | -------------------------- |
| Ryzen 3        | 5300U          | 4 (8)          | 1 × 4       | 2.6                 | 3.8                 | 4 MB             | Radeon Graphics | 384:24:8 6 CU | 1.5         | 1152                            | 10–25 W | 12 de janeiro de 2021      |
| Ryzen 5        | 5500U          | 6 (12)         | 2 × 3       | 2.1                 | 4.0                 | 8 MB             | Radeon Graphics | 448:28:8 7 CU | 1.8         | 1612.8                          | 10–25 W | 12 de janeiro de 2021      |
| Ryzen 7        | 5700U          | 8 (16)         | 2 × 4       | 1.8                 | 4.3                 | 8 MB             | Radeon Graphics | 512:32:8 8 CU | 1.9         | 1945.6                          | 10–25 W | 12 de janeiro de 2021      |

1. ↑  Core Complexes (CCX) × cores por CCX
2. ↑  Shaders unificados : Unidades de mapeamento de textura : Unidades de saída de renderização e unidades de computação (CU)
3. ↑  O desempenho de precisão simples é calculado a partir da velocidade de clock do núcleo base (ou boost) com base em uma operação FMA.

1. ↑  Todos os iGPUs têm a marca AMD Radeon Graphics.

#### Cezanne (2021)
Recursos comuns das APUs de notebook Ryzen 5000:
- Soquete: FP6.
- Todas as CPUs suportam DDR4-3200 ou LPDDR4-4266 no modo dual-channel.
- Cache L1: 64 KB (32 KB de dados + 32 KB de instrução) por núcleo.
- Cache L2: 512 KB por núcleo.
- Todas as CPUs suportam 16 pistas PCIe 3.0.
- Inclui GPU integrada GCN 5th geração.
- Processo de fabricação: TSMC 7FF.

| Marca e modelo | Marca e modelo | CPU             | CPU                 | CPU                 | CPU              | CPU         | GPU             | GPU         | GPU            | GPU                             | TDP     | Data de lançamento    |
| Marca e modelo | Marca e modelo | Cores (threads) | Taxa de clock (GHz) | Taxa de clock (GHz) | L3 cache (total) | Core config | Modelo          | Clock (GHz) | Config         | Poder de processamento (GFLOPS) | TDP     | Data de lançamento    |
| Marca e modelo | Marca e modelo | Cores (threads) | Base                | Boost               | L3 cache (total) | Core config | Modelo          | Clock (GHz) | Config         | Poder de processamento (GFLOPS) | TDP     | Data de lançamento    |
| -------------- | -------------- | --------------- | ------------------- | ------------------- | ---------------- | ----------- | --------------- | ----------- | -------------- | ------------------------------- | ------- | --------------------- |
| Ryzen 9        | 5980HX         | 8 (16)          | 3.3                 | 4.8                 | 16 MB            | 1 × 8       | Radeon Graphics | 2.1         | 512:32:8 8 CUs | 2150.4                          | 35–54 W | 12 de janeiro de 2021 |
| Ryzen 9        | 5980HS         | 8 (16)          | 3.0                 | 4.8                 | 16 MB            | 1 × 8       | Radeon Graphics | 2.1         | 512:32:8 8 CUs | 2150.4                          | 35 W    | 12 de janeiro de 2021 |
| Ryzen 9        | 5900HX         | 8 (16)          | 3.3                 | 4.6                 | 16 MB            | 1 × 8       | Radeon Graphics | 2.1         | 512:32:8 8 CUs | 2150.4                          | 35–54 W | 12 de janeiro de 2021 |
| Ryzen 9        | 5900HS         | 8 (16)          | 3.0                 | 4.6                 | 16 MB            | 1 × 8       | Radeon Graphics | 2.1         | 512:32:8 8 CUs | 2150.4                          | 35 W    | 12 de janeiro de 2021 |
| Ryzen 7        | 5800H          | 8 (16)          | 3.2                 | 4.4                 | 16 MB            | 1 × 8       | Radeon Graphics | 2.0         | 512:32:8 8 CUs | 2048                            | 35–54 W | 12 de janeiro de 2021 |
| Ryzen 7        | 5800HS         | 8 (16)          | 2.8                 | 4.4                 | 16 MB            | 1 × 8       | Radeon Graphics | 2.0         | 512:32:8 8 CUs | 2048                            | 35 W    | 12 de janeiro de 2021 |
| Ryzen 7        | 5825U          | 8 (16)          | 2.0                 | 4.5                 | 16 MB            | 1 × 8       | Radeon Graphics | 2.0         | 512:32:8 8 CUs | 2048                            | 15 W    | 4 de janeiro de 2022  |
| Ryzen 7        | 5800U          | 8 (16)          | 1.9                 | 4.4                 | 16 MB            | 1 × 8       | Radeon Graphics | 2.0         | 512:32:8 8 CUs | 2048                            | 10–25 W | 12 de janeiro de 2021 |
| Ryzen 5        | 5600H          | 6 (12)          | 3.3                 | 4.2                 | 16 MB            | 1 × 6       | Radeon Graphics | 1.8         | 448:28:8 7 CUs | 1612.8                          | 35–54 W | 12 de janeiro de 2021 |
| Ryzen 5        | 5600HS         | 6 (12)          | 3.0                 | 4.2                 | 16 MB            | 1 × 6       | Radeon Graphics | 1.8         | 448:28:8 7 CUs | 1612.8                          | 35 W    | 12 de janeiro de 2021 |
| Ryzen 5        | 5625U          | 6 (12)          | 2.3                 | 4.3                 | 16 MB            | 1 × 6       | Radeon Graphics | 1.8         | 448:28:8 7 CUs | 1612.8                          | 15 W    | 4 de janeiro de 2022  |
| Ryzen 5        | 5600U          | 6 (12)          | 2.3                 | 4.2                 | 16 MB            | 1 × 6       | Radeon Graphics | 1.8         | 448:28:8 7 CUs | 1612.8                          | 10–25 W | 12 de janeiro de 2021 |
| Ryzen 5        | 5560U          | 6 (12)          | 2.3                 | 4.0                 | 8 MB             | 1 × 6       | Radeon Graphics | 1.6         | 384:24:8 6 CUs | 1228.8                          | 10–25 W | 12 de janeiro de 2021 |
| Ryzen 5        | 5500H          | 4 (8)           | 3.3                 | 4.2                 | 8 MB             | 1 × 4       | Radeon Graphics | 1.8         | 384:24:8 6 CUs | 1382.4                          | 35–54 W | 23 de junho de 2023   |
| Ryzen 3        | 5425U          | 4 (8)           | 2.3                 | 4.3                 | 8 MB             | 1 × 4       | Radeon Graphics | 1.6         | 384:24:8 6 CUs | 1228.8                          | 15 W    | 4 de janeiro de 2022  |
| Ryzen 3        | 5400U          | 4 (8)           | 2.7                 | 4.1                 | 8 MB             | 1 × 4       | Radeon Graphics | 1.6         | 384:24:8 6 CUs | 1228.8                          | 10–25 W | 12 de janeiro de 2021 |
| Ryzen 3        | 5125C          | 2 (4)           | 3.0                 | —                   | 8 MB             | 1 × 2       | Radeon Graphics | 1.2         | 192:12:8 3 CUs | 460.8                           | 15 W    | 5 de maio de 2022     |

1. ↑  Core Complexes (CCX) × cores por CCX
2. ↑  Shaders Unificados: Unidades de Mapeamento de Textura: Unidades de Saída de Renderização e Unidades de Computação (CU)
3. ↑  O desempenho de precisão simples é calculado a partir da velocidade de clock do núcleo base (ou boost) com base em uma operação FMA.
4. ↑  Todas as iGPUs são marcadas como AMD Radeon Graphics.
5. 1 2 3 4 5  Modelo também disponível como versão PRO como 5450U,[204] 5650U,[205] 5850U,[206] lançado em 16 de março de 2021 e como 5475U,[207] 5675U,[208] 5875U,[209] lançado em 19 de abril de 2022.
6. 1 2  Modelo também disponível como versão otimizada para Chromebook como 5425C,[210] 5625C,[211] 5825C,[212] lançado em 5 de maio de 2022.

### EPUs Embedded
| Modelo | Data de lançamento e preço | Fab        | CPU            | CPU                 | CPU                 | CPU                             | CPU             | CPU   | GPU     | GPU             | GPU         | GPU                             | Suporte de memória     | TDP     | Temperatura de junção (°C) |
| Modelo | Data de lançamento e preço | Fab        | Cores (Thread) | Taxa de clock (GHz) | Taxa de clock (GHz) | Cache                           | Cache           | Cache | Modelo  | Config          | Clock (GHz) | Poder de processamento (GFLOPS) | Suporte de memória     | TDP     | Temperatura de junção (°C) |
| Modelo | Data de lançamento e preço | Fab        | Cores (Thread) | Base                | Boost               | L1                              | L2              | L3    | Modelo  | Config          | Clock (GHz) | Poder de processamento (GFLOPS) | Suporte de memória     | TDP     | Temperatura de junção (°C) |
| ------ | -------------------------- | ---------- | -------------- | ------------------- | ------------------- | ------------------------------- | --------------- | ----- | ------- | --------------- | ----------- | ------------------------------- | ---------------------- | ------- | -------------------------- |
| V1202B | fevereiro de 2018          | GloFo 14LP | 2 (4)          | 2.3                 | 3.2                 | 64 KB inst. 32 KB data por core | 512 KB por core | 4 MB  | Vega 3  | 192:12:16 3 CU  | 1.0         | 384                             | DDR4-2400 dual-channel | 12–25 W | 0–105                      |
| V1404I | dezembro de 2018           | GloFo 14LP | 4 (8)          | 2.0                 | 3.6                 | 64 KB inst. 32 KB data por core | 512 KB por core | 4 MB  | Vega 8  | 512:32:16 8 CU  | 1.1         | 1126.4                          | DDR4-2400 dual-channel | 12–25 W | -40–105                    |
| V1500B | dezembro de 2018           | GloFo 14LP | 4 (8)          | 2.2                 | —                   | 64 KB inst. 32 KB data por core | 512 KB por core | 4 MB  | —       | —               | —           | —                               | DDR4-2400 dual-channel | 12–25 W | 0–105                      |
| V1605B | fevereiro de 2018          | GloFo 14LP | 4 (8)          | 2.0                 | 3.6                 | 64 KB inst. 32 KB data por core | 512 KB por core | 4 MB  | Vega 8  | 512:32:16 8 CU  | 1.1         | 1126.4                          | DDR4-2400 dual-channel | 12–25 W | 0–105                      |
| V1756B | fevereiro de 2018          | GloFo 14LP | 4 (8)          | 3.25                | 3.6                 | 64 KB inst. 32 KB data por core | 512 KB por core | 4 MB  | Vega 8  | 512:32:16 8 CU  | 1.1         | 1126.4                          | DDR4-3200 dual-channel | 35–54 W | 0–105                      |
| V1780B | dezembro de 2018           | GloFo 14LP | 4 (8)          | 3.35                | 3.6                 | 64 KB inst. 32 KB data por core | 512 KB por core | 4 MB  | —       | —               | —           | —                               | DDR4-3200 dual-channel | 35–54 W | 0–105                      |
| V1807B | fevereiro de 2018          | GloFo 14LP | 4 (8)          | 3.35                | 3.8                 | 64 KB inst. 32 KB data por core | 512 KB por core | 4 MB  | Vega 11 | 704:44:16 11 CU | 1.3         | 1830.4                          | DDR4-3200 dual-channel | 35–54 W | 0–105                      |

1. ↑  Shaders Unificados: Unidades de Mapeamento de Textura: Unidades de Saída de Renderização e Unidades de Computação (CU)
2. ↑  O desempenho de precisão única é calculado a partir da velocidade de clock base (ou aumento) do núcleo com base em uma operação FMA.

| Modelo | Data de lançamento      | Fab        | CPU            | CPU                 | CPU                 | CPU                             | CPU             | CPU   | GPU    | GPU           | GPU         | GPU                             | Suporte de memória       | TDP     |
| Modelo | Data de lançamento      | Fab        | Cores (Thread) | Taxa de clock (GHz) | Taxa de clock (GHz) | Cache                           | Cache           | Cache | Modelo | Config        | Clock (GHz) | Poder de processamento (GFLOPS) | Suporte de memória       | TDP     |
| Modelo | Data de lançamento      | Fab        | Cores (Thread) | Base                | Boost               | L1                              | L2              | L3    | Modelo | Config        | Clock (GHz) | Poder de processamento (GFLOPS) | Suporte de memória       | TDP     |
| ------ | ----------------------- | ---------- | -------------- | ------------------- | ------------------- | ------------------------------- | --------------- | ----- | ------ | ------------- | ----------- | ------------------------------- | ------------------------ | ------- |
| R1102G | 25 de fevereiro de 2020 | GloFo 14LP | 2 (2)          | 1.2                 | 2.6                 | 64 KB inst. 32 KB data por core | 512 KB por core | 4 MB  | Vega 3 | 192:12:4 3 CU | 1.0         | 384                             | DDR4-2400 single-channel | 6 W     |
| R1305G | 25 de fevereiro de 2020 | GloFo 14LP | 2 (4)          | 1.5                 | 2.8                 | 64 KB inst. 32 KB data por core | 512 KB por core | 4 MB  | Vega 3 | 192:12:4 3 CU | 1.0         | 384                             | DDR4-2400 dual-channel   | 8-10 W  |
| R1505G | 16 de abril de 2019     | GloFo 14LP | 2 (4)          | 2.4                 | 3.3                 | 64 KB inst. 32 KB data por core | 512 KB por core | 4 MB  | Vega 3 | 192:12:4 3 CU | 1.0         | 384                             | DDR4-2400 dual-channel   | 12–25 W |
| R1606G | 16 de abril de 2019     | GloFo 14LP | 2 (4)          | 2.6                 | 3.5                 | 64 KB inst. 32 KB data por core | 512 KB por core | 4 MB  | Vega 3 | 192:12:4 3 CU | 1.2         | 460.8                           | DDR4-2400 dual-channel   | 12–25 W |

1. ↑  Shaders Unificados: Unidades de Mapeamento de Textura: Unidades de Saída de Renderização e Unidades de Computação (CU)
2. ↑  O desempenho de precisão única é calculado a partir da velocidade de clock base (ou aumento) do núcleo com base em uma operação FMA.

| Modelo | Data de lançamento e preço | Fab      | CPU            | CPU                 | CPU                 | CPU                             | CPU             | CPU   | GPU         | GPU           | GPU         | GPU                             | Socket | Suporte PCIe         | Suporte de memória                               | TDP     |
| Modelo | Data de lançamento e preço | Fab      | Cores (Thread) | Taxa de clock (GHz) | Taxa de clock (GHz) | Cache                           | Cache           | Cache | Arquitetura | Config        | Clock (GHz) | Poder de processamento (GFLOPS) | Socket | Suporte PCIe         | Suporte de memória                               | TDP     |
| Modelo | Data de lançamento e preço | Fab      | Cores (Thread) | Base                | Boost               | L1                              | L2              | L3    | Arquitetura | Config        | Clock (GHz) | Poder de processamento (GFLOPS) | Socket | Suporte PCIe         | Suporte de memória                               | TDP     |
| ------ | -------------------------- | -------- | -------------- | ------------------- | ------------------- | ------------------------------- | --------------- | ----- | ----------- | ------------- | ----------- | ------------------------------- | ------ | -------------------- | ------------------------------------------------ | ------- |
| V2516  | 10 de novembro de 2020     | TSMC 7FF | 6 (12)         | 2.1                 | 3.95                | 32 KB inst. 32 KB data por core | 512 KB por core | 8 MB  | GCN 5th gen | 384:24:8 6 CU | 1.5         | 1152                            | FP6    | PCIe 3.0 ×20 8+4+4+4 | DDR4-3200 dual-channel LPDDR4X-4266 quad-channel | 10-25 W |
| V2546  | 10 de novembro de 2020     | TSMC 7FF | 6 (12)         | 3.0                 | 3.95                | 32 KB inst. 32 KB data por core | 512 KB por core | 8 MB  | GCN 5th gen | 384:24:8 6 CU | 1.5         | 1152                            | FP6    | PCIe 3.0 ×20 8+4+4+4 | DDR4-3200 dual-channel LPDDR4X-4266 quad-channel | 35-54 W |
| V2718  | 10 de novembro de 2020     | TSMC 7FF | 8 (16)         | 1.7                 | 4.15                | 32 KB inst. 32 KB data por core | 512 KB por core | 8 MB  | GCN 5th gen | 448:28:8 7 CU | 1.6         | 1433.6                          | FP6    | PCIe 3.0 ×20 8+4+4+4 | DDR4-3200 dual-channel LPDDR4X-4266 quad-channel | 10-25 W |
| V2748  | 10 de novembro de 2020     | TSMC 7FF | 8 (16)         | 2.9                 | 4.25                | 32 KB inst. 32 KB data por core | 512 KB por core | 8 MB  | GCN 5th gen | 448:28:8 7 CU | 1.6         | 1433.6                          | FP6    | PCIe 3.0 ×20 8+4+4+4 | DDR4-3200 dual-channel LPDDR4X-4266 quad-channel | 35-54 W |

1. ↑  Shaders Unificados: Unidades de Mapeamento de Textura: Unidades de Saída de Renderização e Unidades de Computação (CU)
2. ↑  O desempenho de precisão única é calculado a partir da velocidade de clock base (ou aumento) do núcleo com base em uma operação FMA.